# ZyXEL

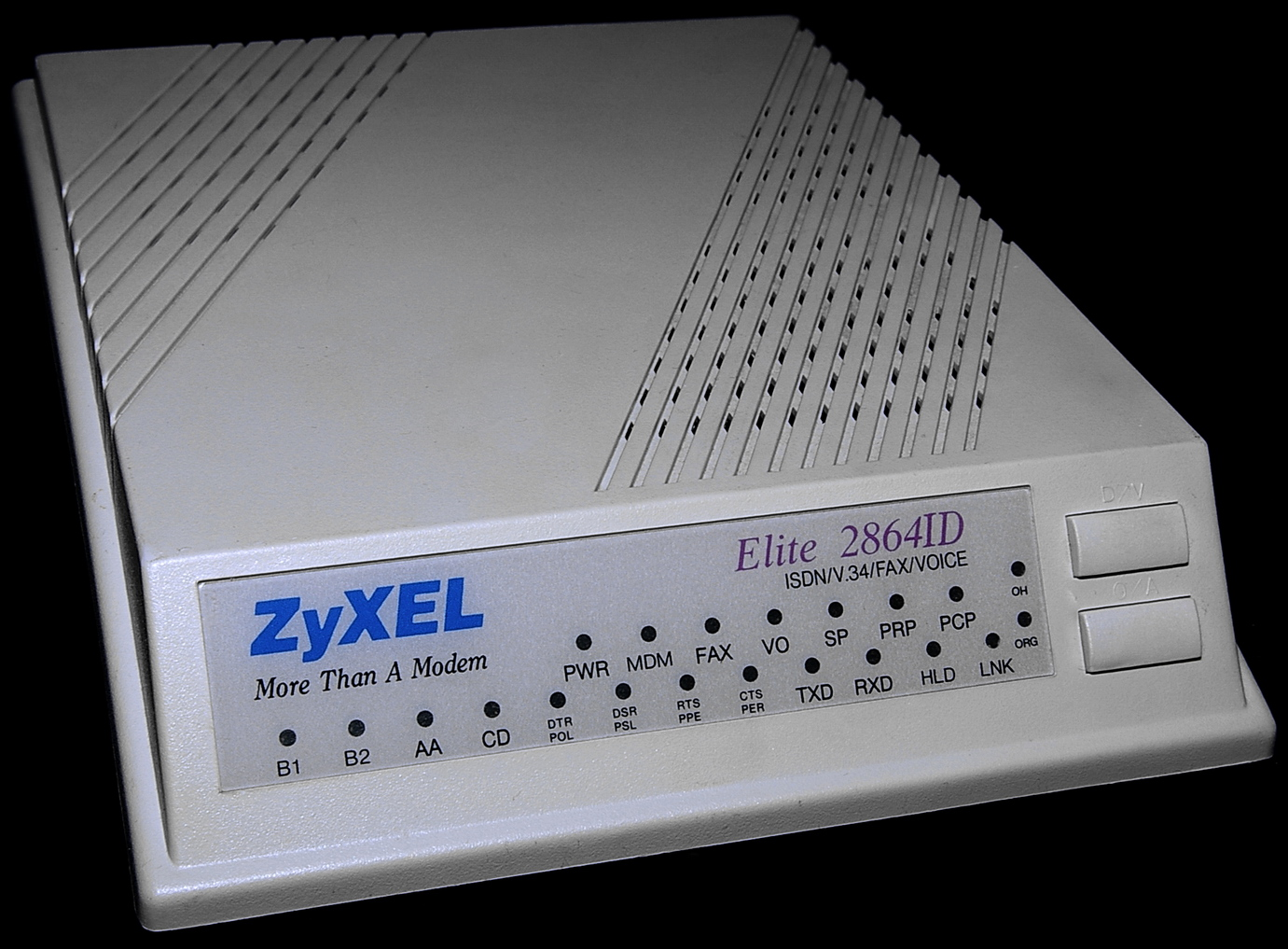
ZyXEL Elite 2864ID Modem ISDN / V.34, con servicios Voicemail y Fax (1995)

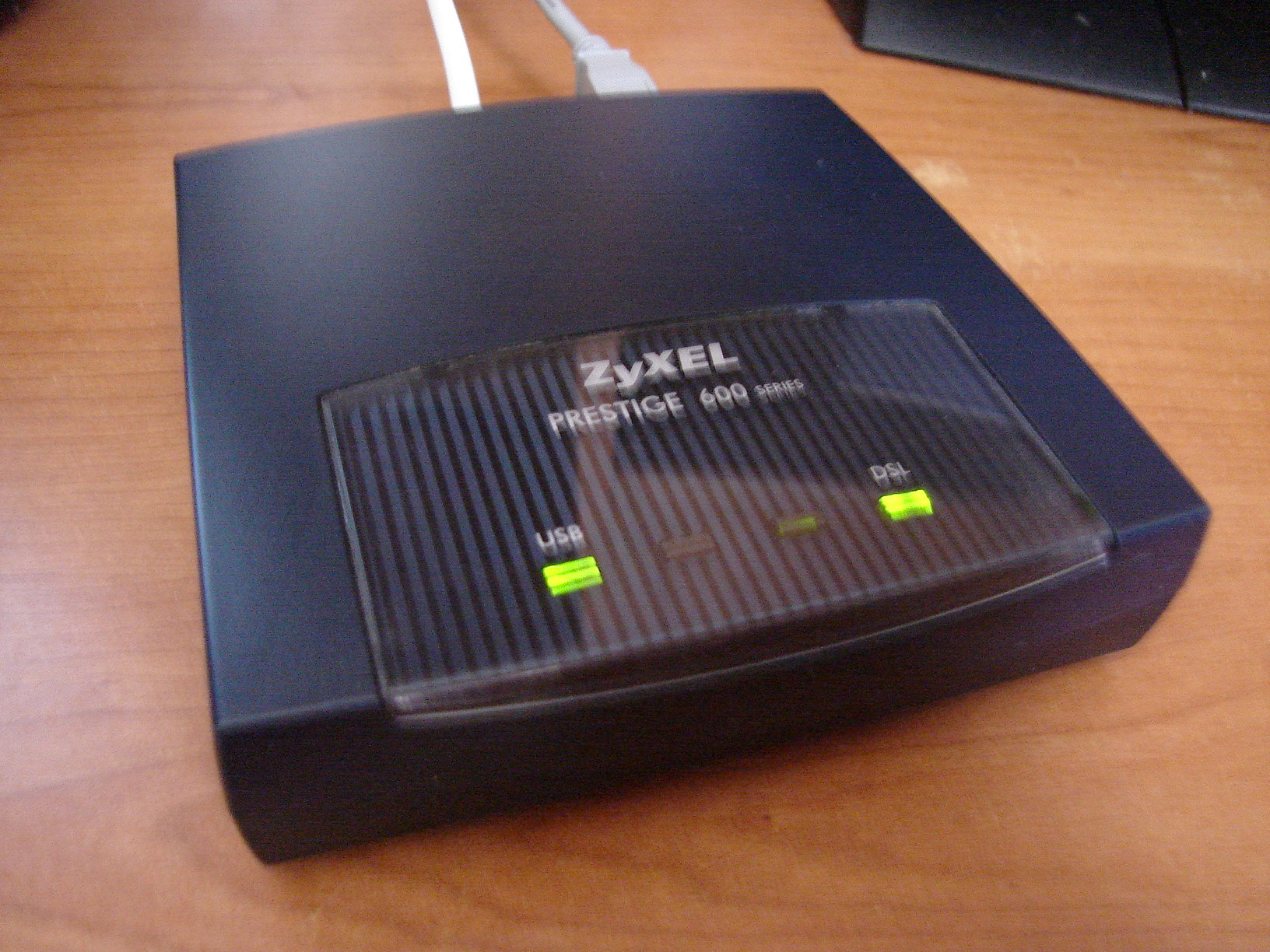
Módem ZyXEL Prestige 600.

ZyXEL Communications Corp. (Chino: 合勤科技, filial al 100% del holding Unizyx TSE: 3704), con sede en Hsinchu, Taiwán, es un fabricante de DSL y otros dispositivos de red. (Gartner, agosto de 2005). Con sede en Taiwán, ZyXEL cuenta con sucursales en América del Norte, Europa y Asia. En la actualidad, ZyXEL tiene alrededor de 2100 empleados a nivel mundial, con distribuidores en más de setenta países, y comercializa productos en más de 150 países en cinco continentes. ZyXEL trabaja con proveedores de todo el mundo de equipos de redes, empresas de telecomunicaciones,  ISP y otras pequeñas y medianas empresas.
ZyXEL habitualmente actúa como OEM para los ISP o integradores de sistemas. Es común que un usuario de DSL obtenga al contratar un módem DSL con la marca de su ISP; por ejemplo EarthLink distribuye módems ADSL de ZyXEL que tienen el sufijo "-ELINK" al final del número de modelo, y las pantallas de configuración contienen el logotipo de Earthlink. A personalizar las pantallas de configuración con la identidad corporativa del ISP se añade la posibilidad de especificar valores de configuración predeterminados apropiados para su red, lo que simplifica la configuración de las direcciones que envían a un nuevo cliente.
Sin embargo esto puede no satisfacer al usuario avanzado. Por ejemplo en España numerosos usuarios reportan problemas con los modelos personalizados para Telefónica, por lo que prefieren actualizar el dispositivo con el firmware oficial de ZyXEL.
En 2020 se descubrió que los firewalls de Zyxel y los controladores de puntos de acceso contienen puertas traseras. A una cuenta de acceso interno con el nombre de usuario zwyfp se le asignó una contraseña que era visible como texto sin formato en un archivo binario, y que todavía está presente si el firmware no se ha actualizado. Si se sabe esto, se puede cambiar el software de los dispositivos Zyxel. Debido al uso generalizado de estos dispositivos, los dispositivos sin parchear son vulnerables a ataques.

## Historia
Fundada el 16 de agosto de 1989 como un desarrollador de módems analógicos, ZyXEL se ha transformado varias veces en respuesta a cambios en la industria de redes que evoluciona rápidamente. Desde su creación, las principales líneas de productos de ZyXEL ha pasado de los modems, adaptadores de terminales RDSI, y routers para particulares y pequeñas empresas a una gama completa de soluciones de conectividad para una base de clientes más ampliamente definida como las grandes empresas y proveedores de servicios.
El 24 de agosto de 1999, las acciones de Zyxel se emitieron públicamente en la Bolsa de Valores de Taiwán con el código bursátil 2391.
1988 - El fundador de Zyxel, Dr. Shun-I Chu, inicia el negocio en Taoyuan, Taiwán en 1988. El Dr. Chu alquila un apartamento en Taoyuan como laboratorio y comienza a desarrollar un módem analógico en 1988.
1989 - Se establece la sede en el Parque científico e industrial de Hsinchu, Taiwán en 1989.
1992 - Primer módem/fax/voz integrado del mundo.
1995 - Primer módem ISDN analógico/digital del mundo (ZyXEL Prestige 2864I).
1998 - Lanzamiento de ZyNOS (Sistema operativo de red ZyXEL)
2004 - Primera puerta de enlace ADSL2+ del mundo.
2005 : Lanzamiento del ZyXEL ZyWALL P1, primer cortafuegos personal portátil del tamaño de la palma de la mano del mundo.
2009 - Primera solución de extremo a extremo IPv6 de fibra activa Gigabit y grado Telco del mundo.
2010 - Primera verificación de la huella de carbono del mundo en el producto VDSL2 CPE.
2014 - Primer CPE de celda pequeña compatible con UMTS 802.11ac del mundo.
2016 - Obtiene el 14° premio consecutivo a las mejores marcas globales de Taiwán
2017 - Keenetic se separa como marca independiente.

## Productos
Su actual línea de productos incluye:
- Ethernet switches
- Routers Ethernet Customer Premises Equipment
- Productos de Voz sobre Protocolo de Internet como dispositivos adaptadores de teléfonos analógicos y teléfonos Wi-Fi
- Dispositivos de seguridad de red tales como Cortafuegos, concentradores VPN, Prevención y detección de intrusiones en la Red.
- ADSL, SDSL, VDSL DSLAM
- ADSL, SDSL, VDSL módem/router
- Routers y adaptadores de terminal RDSI
- Módems analógicos
- Cable router/módem
- Power line Ethernet bridge
- Wireless AP, router y bridge
- Routers y adaptadores clientes de WiMAX
- Almacenamiento conectado en red

Su serie ZyWALL está diseñada para proteger las aplicaciones en múltiples entornos, desde pequeñas y medianas empresas, hasta usuarios domésticos y aplicaciones escolares. La serie ZyWALL proporciona un cortafuego robusto para proteger su red, y garantiza una conexión segura para el e-business.
Una característica distintiva de los equipos profesionales ZyXEL es su propio sistema operativo de red, escalable en tiempo real ZyNOS (ZyXEL Netwok Operating System), que se utiliza con éxito hoy en día en el hogar y la empresa para Internet. La primera versión de ZyNOS fue lanzada en 1998, como un competidor para el exitoso Cisco IOS de Cisco.